# Hetaeria heterosepala
Hetaeria heterosepala är en orkidéart som först beskrevs av Heinrich Gustav Reichenbach, och fick sitt nu gällande namn av Victor Samuel Summerhayes. Hetaeria heterosepala ingår i släktet Hetaeria och familjen orkidéer. Inga underarter finns listade i Catalogue of Life.